# خرم‌آباد (ارومیه)
خرم آباد، روستایی است از توابع بخش انزل و در شهرستان ارومیه استان آذربایجان غربی ایران.

## جمعیت
این روستا در دهستان انزل جنوبی قرار داشته و بر اساس سرشماری سال ۱۳۸۵ جمعیت آن ۳۷۶ نفر (۷۴ خانوار)
بوده‌است. زبان مردم کُردی و پیرو مذهب سنی هستند.